# Bogenspannerin (Bydgoszcz)

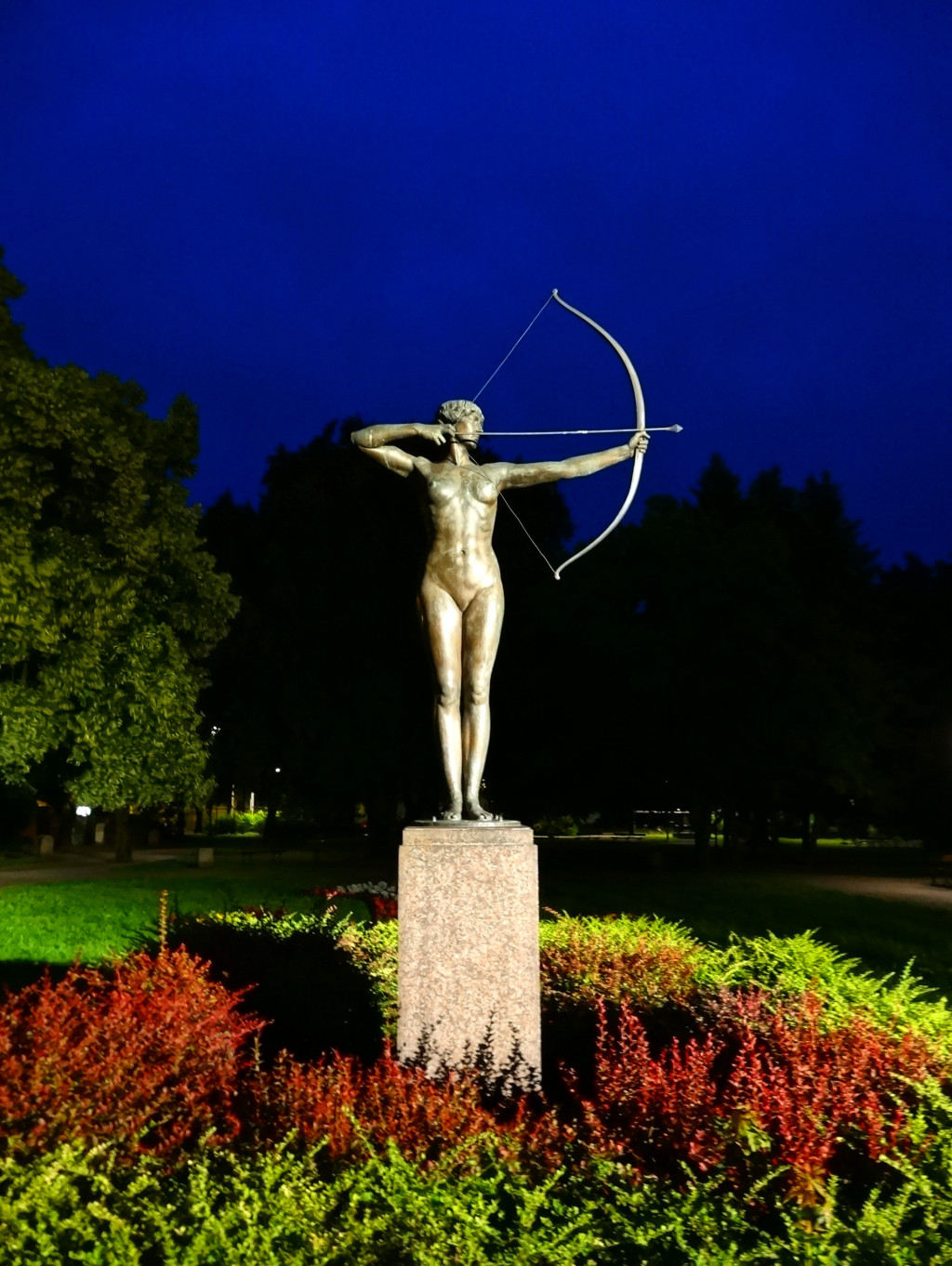
Die Bogenspannerin von Ferdinand Lepcke wurde 1910 in Bromberg, dem heutigen Bydgoszcz, enthüllt.

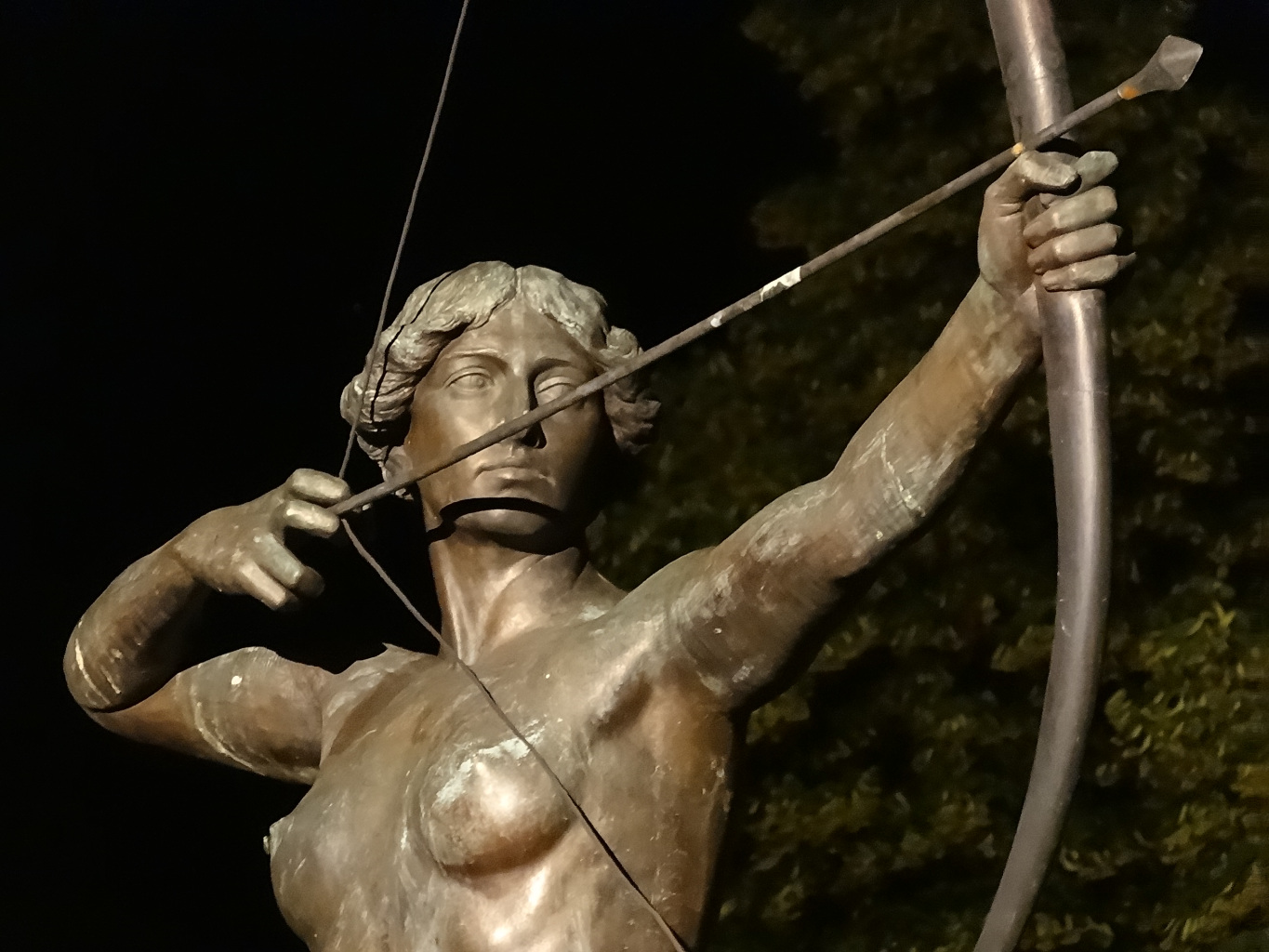
Detailaufnahme

Die Bogenspannerin (polnisch Łuczniczka) ist ein 1910 aufgestellter Guss der 1905/06 vom Berliner Bildhauer Ferdinand Lepcke modellierten Bogenspannerin. Sie steht heute im Jan-Kochanowski-Park in Bydgoszcz (damals Bromberg in der preußischen Provinz Westpreußen), ursprünglicher Aufstellungsort war neben dem Stadttheater. Die Skulptur ist eine der ältesten erhaltenen der Stadt und gilt als eines der ausdrucksstärksten Symbole von Bydgoszcz.

## Beschreibung
Die aus Bronze gegossene Statue entwarf der deutsche Künstler Ferdinand Lepcke. Das Kunstwerk porträtiert eine junge, bis auf römische Sandalen unbekleidete Frau, die einen Bogen spannt. Die Bogenschützin hat klassische Proportionen und einen athletischen Körper. Sie ist 175 cm groß, hat an der Taille einen Umfang von 77 cm und von 105 cm an der Hüfte. Einschließlich des Granitsockels ist die Figur 210 cm hoch, 128 cm breit und 35 cm tief.
Es ist nicht übermittelt, wer für die Statue Modell gestanden hat.

## Geschichte
Vermutlich hat Lepcke die Figur 1905/06 geschaffen. Sie gilt als eine seiner letzten Arbeiten, bevor er am 13. März 1909 43-jährig an einer Lungenentzündung starb. Die Skulptur wurde in München und Berlin ausgestellt und von Fachleuten, Besuchern und der Presse mit großem Interesse wahrgenommen. Mehrere Fachzeitschriften veröffentlichten Bilder der Statue. 1910 stellte die Deutsche Gesellschaft für Kunst und Wissenschaft eine 80 cm große Miniaturausführung aus Gips in Bromberg aus. Der lokal ansässige Banker, Philanthrop und 1918 zum Ehrenbürger ernannte Louis Aronsohn kaufte spontan einen lebensgroßen Guss der Skulptur und beschloss, das eigentliche Kunstwerk im Wert von 7500 Mark zu finanzieren.
Der damals amtierende Bürgermeister von Bromberg, Hugo Wolff, wandte sich an den Bruder des verstorbenen Künstlers, um eine Statue zu erwerben. Seit Lepcke den Sintflutbrunnen entworfen hatte, der 1904 im Kasimir-der-Große-Park errichtet wurde, bestand zwischen dem Bildhauer und Wolff eine freundschaftliche Beziehung. Am 26. August 1910 traf die Statue in Bromberg ein, offiziell enthüllt wurde sie zum 60. Geburtstag Aronsohns am 18. Oktober 1910. Zu diesem Zeitpunkt standen bereits weitere lebensgroße bronzene Bogenspannerinnen in einen Privat-Garten in Heringsdorf und in Berlin vor der dortigen Nationalgalerie. Zunächst stand die Bromberger Statue auf einem Postament inmitten eines Blumenbeetes am Theaterplatz neben dem Stadttheater. Die Bogenschützin zielte parallel zur Brücke auf die Seitenwand des Theaters.
In der Gesellschaft des neu gegründeten Polens nach dem Ersten Weltkrieg sorgte eine nackte Figur innerhalb der Stadt für heftige Diskussionen. An religiösen Feiertagen wurde die Statue abgedeckt oder bekleidet, um die Prozessionsteilnehmer nicht abzulenken. Zu den stärksten Gegnern der neoklassizistischen Figur zählte die damals 20-jährige Filmschauspielerin Pola Negri, die in den 1920er Jahren für ihre Mutter ein Haus in der Stadt gekauft hatte.
1928 scheiterte eine Resolution des Stadtrates, die den Abbau der Skulptur forderte. Stattdessen sollte eine Statue von Jesus Christus aufgestellt werden, da auf dem Platz ein Kloster und eine Kirche des römischen Karmelitenordens standen. Die Diskussion beruhigte sich, als der Stadtpräsident von Poznań, Cyryl Ratajski, vorschlug, die Bogenspannerin für seine Stadt zu erwerben, sofern eine Rechnung ausgestellt werden könne. Das Kunstwerk blieb, wurde aber weiter in den Theaterplatz und Richtung Fluss versetzt, so dass kein direkter Blickkontakt mit den Stadtbewohnern bestand.
Die deutschen Truppen versetzten die Statue 1939 an ihren ursprünglichen straßennahen Standort, wo sie bis 1945 blieb. Im Januar 1945 wurde die Figur bei der Eroberung der Stadt durch Rote Armee und Polnische Volksarmee durch Schüsse an Rücken, Händen und Füßen leicht beschädigt, überstand den durch Rotarmisten gelegten Brand und die Zerstörung des Stadttheaters aber unbeschadet. 1948 restaurierte der einheimische Bildhauer Piotr Triebler die Statue.
1955 erfolgte die Verlegung auf einen Platz neben dem Bezirksmuseum in der Gdańska-Straße und 1960 in den Jan-Kochanowski-Park vor dem Polnischen Theater. Geplant war der Wiederaufbau des Freiheitsdenkmals vom Platz der Freiheit (Plac Wolności) auf dem Theaterplatz, doch dieser Plan wurde nicht umgesetzt und so konnte die Bogenspannerin auf ihrem aktuellen zentralen Standort verbleiben. 1987 und 1990 wurden die Figur und der Pfeil von Korrosion gereinigt.

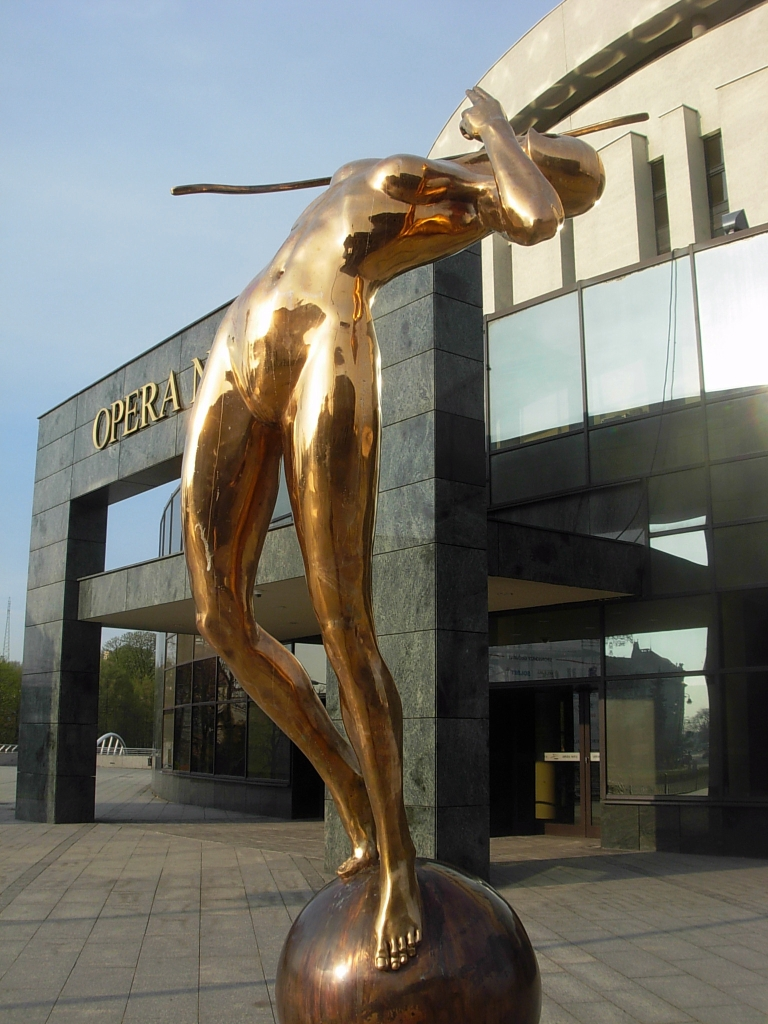
Łuczniczka Nova

Am 19. April 2013 wurde anlässlich des 667. Jahrestags der Stadtrechte auf dem Platz vor dem Haupteingang der Opera Nova die neue Statue Archer Nova enthüllt, die sich an der Bogenspannerin orientiert. Die von Maciej Jagodziński-Jagenmeer aus Toruń geschaffene Figur steht auf einer Kugel, der Kopf ist leicht geneigt, die Augen sind geschlossen und der athletische Körper nach hinten geneigt. Die Bronzefigur ist mit Chrom überzogen, hat ein Gewicht von 200 kg, ist 1,8 m hoch und überragt damit die Bogenspannerin um 5 cm.

## Künstlerische Wahrnehmung
Die Bogenspannerin gilt nach Meinung von Kritikern aus der Zwischenkriegszeit weithin als Werk von großer künstlerischer Schönheit. Der Journalist Wojciech Rzeźniacki schrieb in den 1930er Jahren: „[…] Die Bogenspannerin ist ein einzigartiges Kunstwerk. Die Art und Weise, die Aufmerksamkeit des Betrachters auf das illusionäre Ziel des Pfeils zu lenken – spricht den Künstler frei, obwohl er nicht zögert, seine moderne Artemis in all ihrer nackten Schönheit zu präsentieren. Die Anspannung der Muskeln verringert nicht den Charme ihrer Gestalt. Im Gegenteil: Die Haltung, mit der die Bogenspannerin den Bogen spannt, ermöglichte es dem Künstler, die edle Harmonie und Symmetrie der Statue herauszubilden.“
Das Motiv der Bogenschützin findet sich vielfach in literarischen Werken lokaler Schriftsteller, Künstler und Fotografen.

## Wahrzeichen von Bydgoszcz

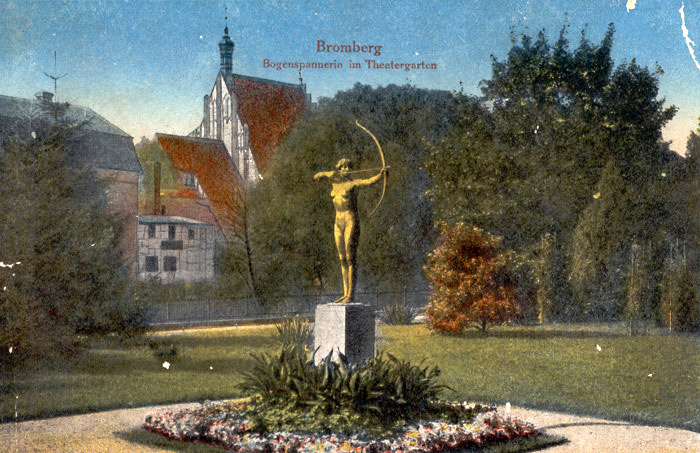
Die Statue am Teatralny-Platz, wo sie bis 1960 stand.

Die Figur gilt heute als eines der wichtigsten Wahrzeichen von Bydgoszcz. Sie wird auf Briefmarken, Abzeichen und Veröffentlichungen der Stadt verwendet. Nachbildungen der Bogenspannerin werden an die Teilnehmer von Stadtwettbewerben, Veranstaltungen und Festivals verteilt. Die im Jahr 2002 neu gebaute Sport- und Ausstellungshalle erhielt den Namen Łuczniczka. Das American-Football-Team Bydgoszcz Archers nimmt in seinem Vereinsnamen Bezug auf die Statue.

## Galerie

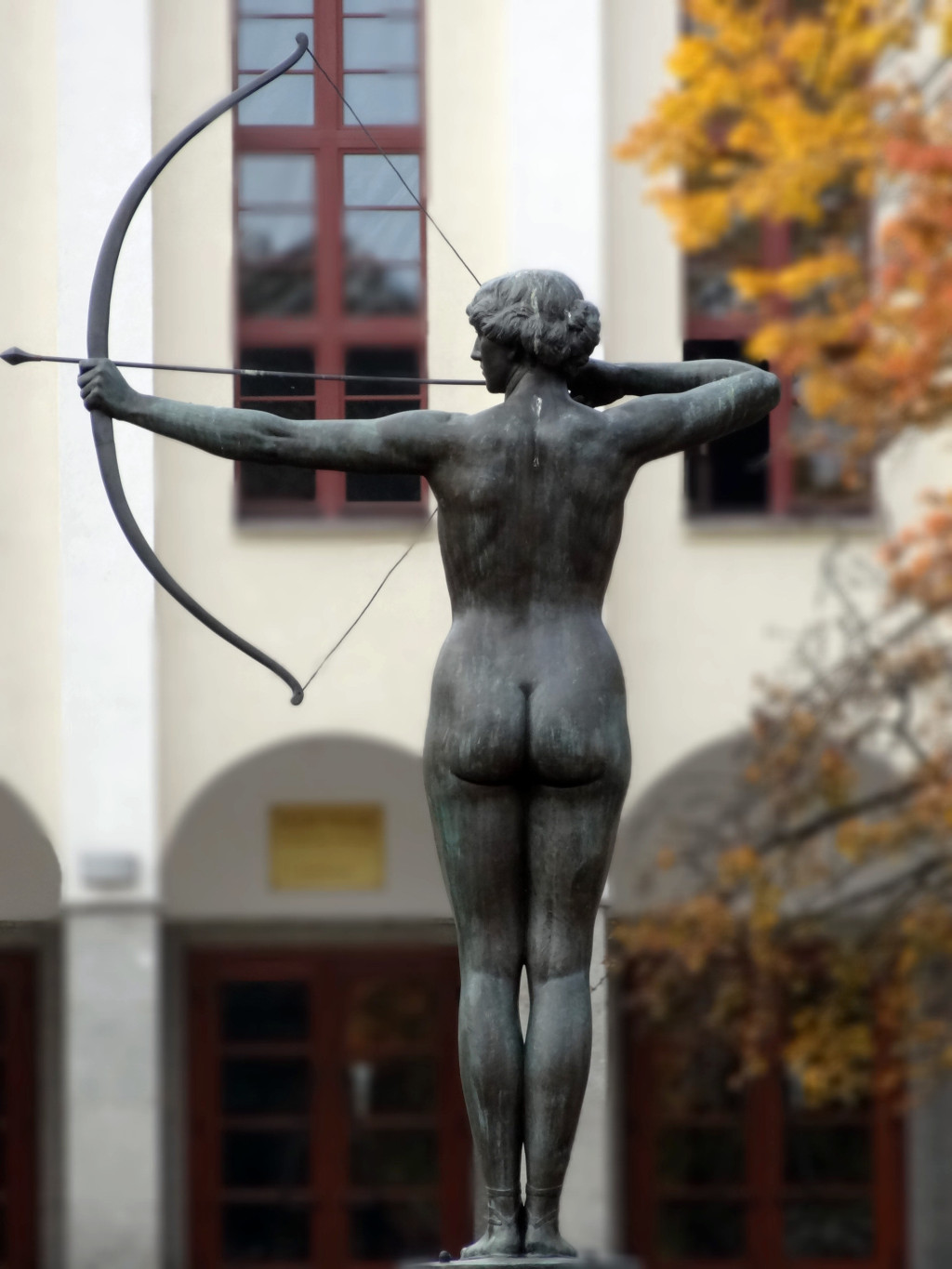
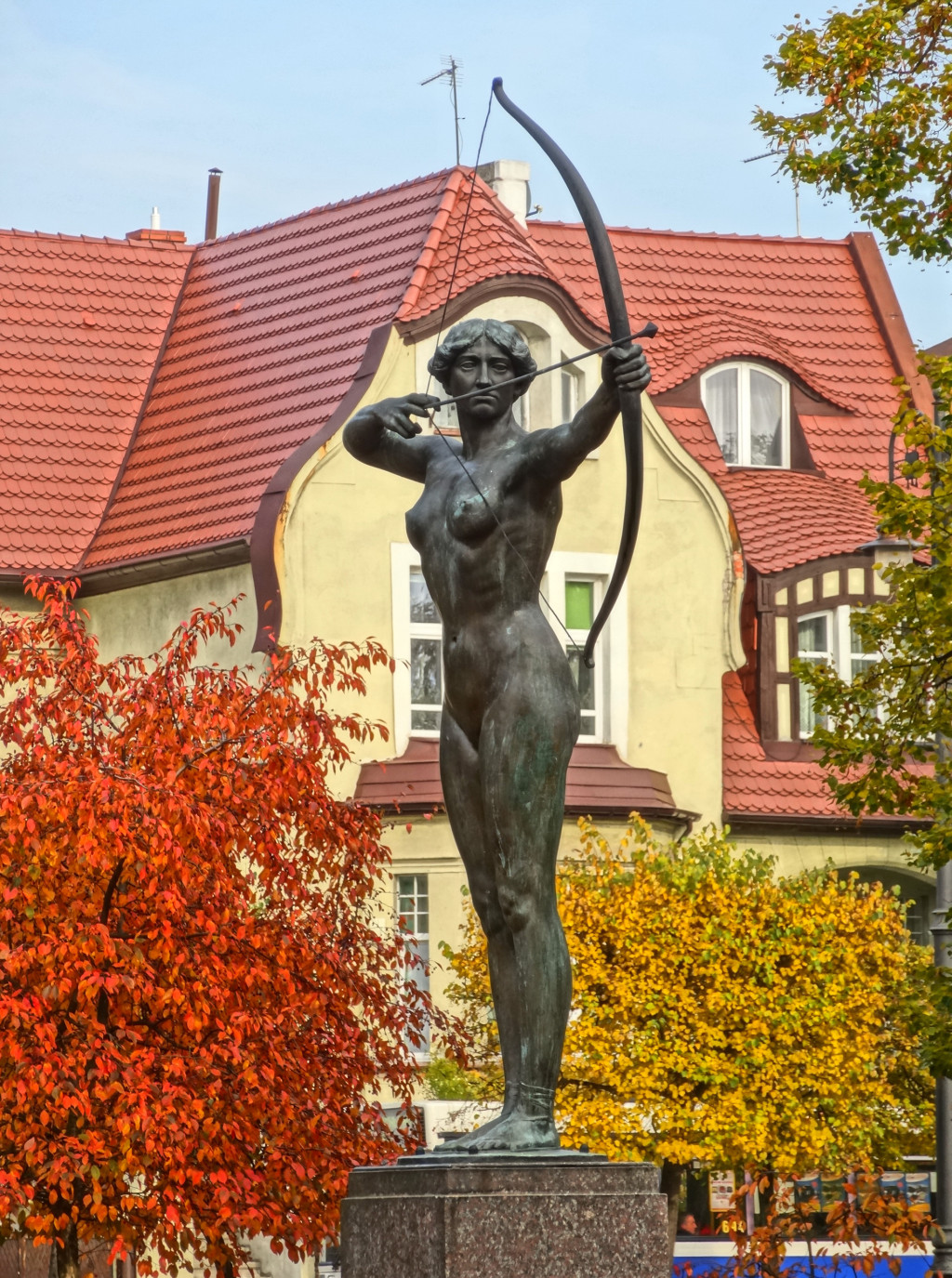
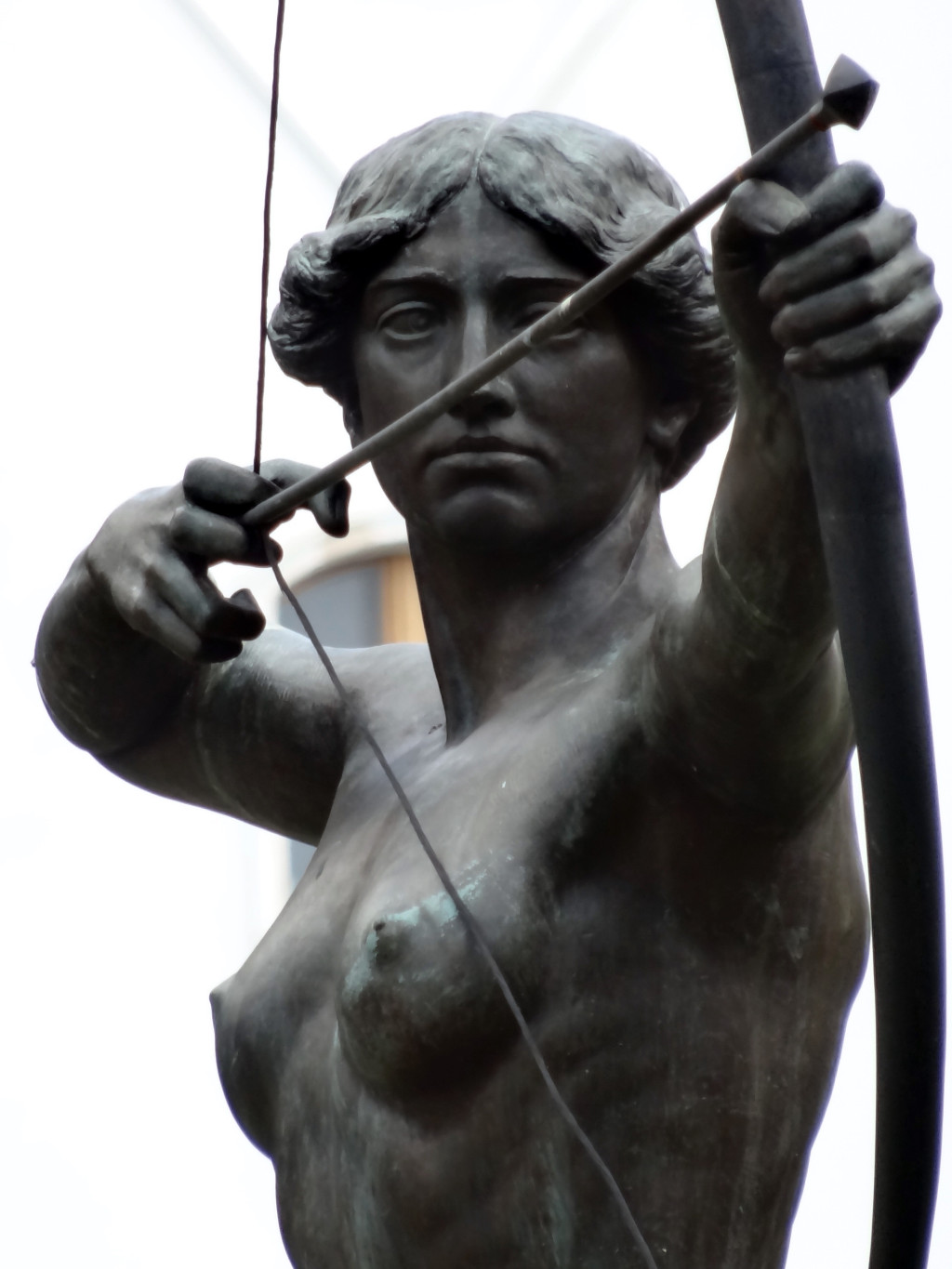
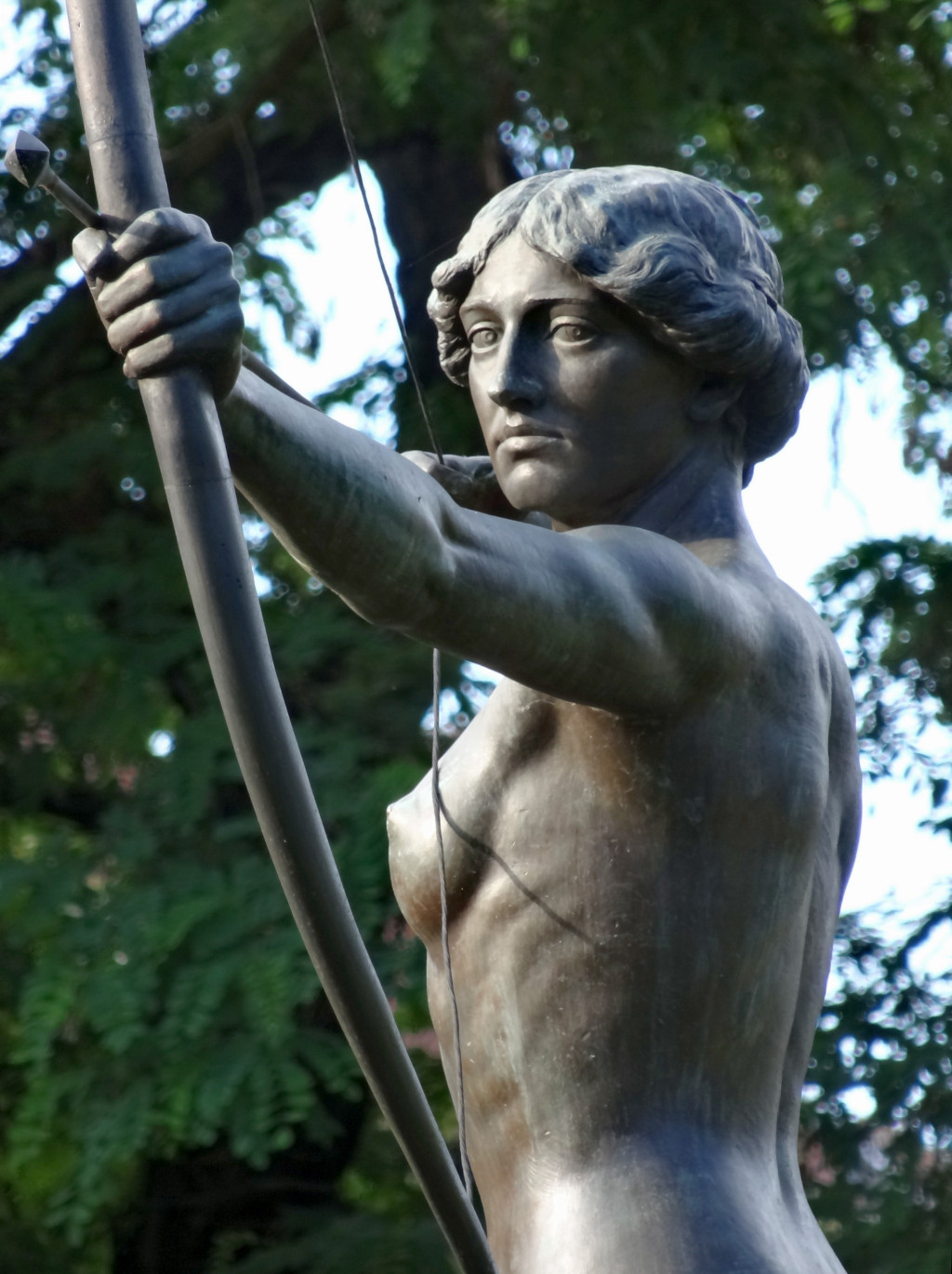